# Allorathkea
Allorathkea is een geslacht van neteldieren uit de familie van de Rathkeidae.

## Soort
- Allorathkea ankeli Schmidt, 1972